# Trzcianka (stacja kolejowa)
Trzcianka – stacja kolejowa w Trzciance, w województwie wielkopolskim, w Polsce. Według klasyfikacji PKP ma kategorię dworca lokalnego.

## Ruch pasażerski
| Rok  | Wymiana pasażerska na dobę |
| ---- | -------------------------- |
| 2017 | 300-499                    |
| 2022 | 500-699                    |

## Połączenia
Polregio:
- Chojnice
- Złotów
- Piła
- Krzyż Wielkopolski

Koleje Wielkopolskie:
- Piła Główna

PKP Intercity:
- Lublin Główny
- Gdynia Główna
- Gorzów Wielkopolski

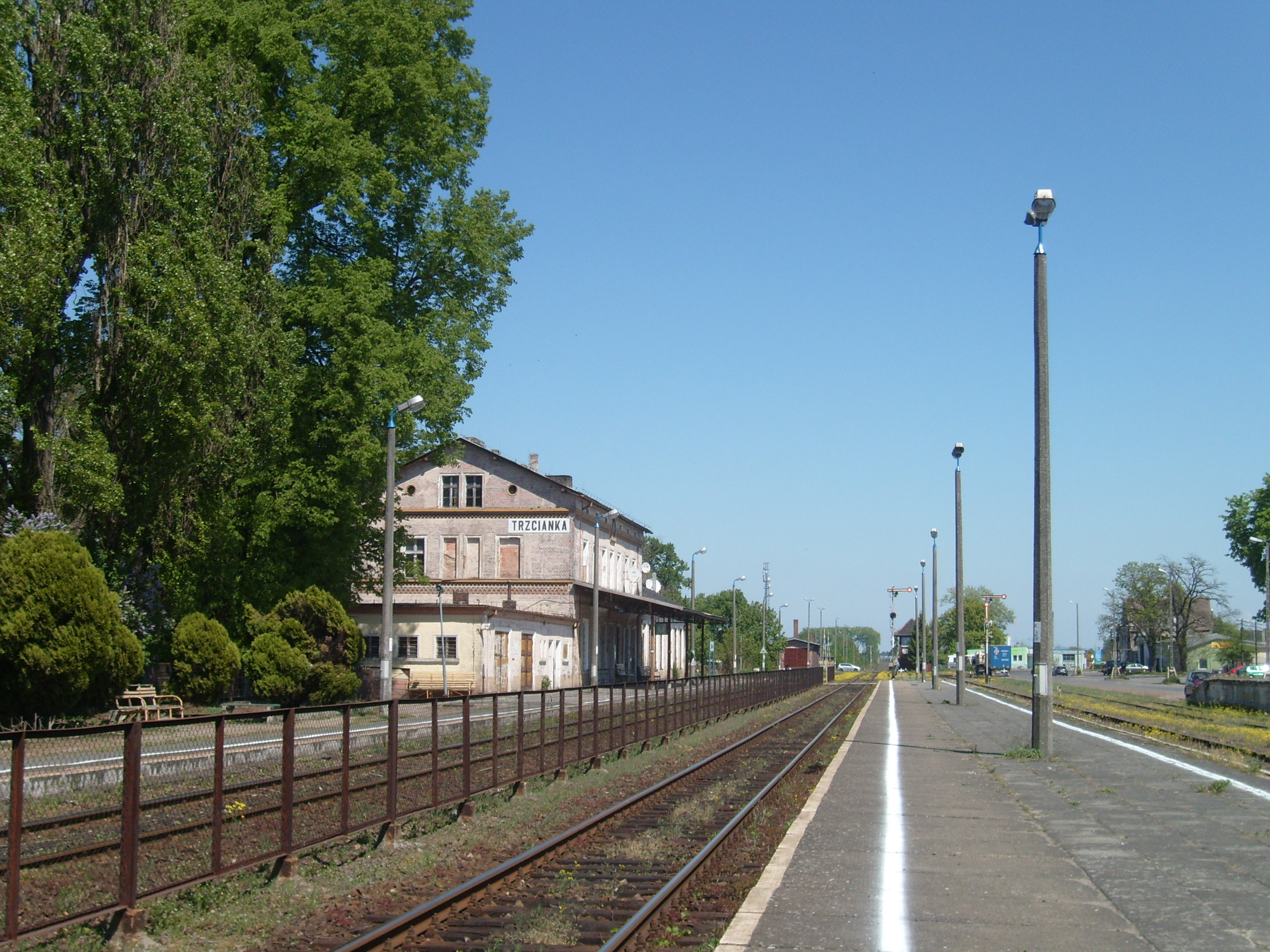
Dworzec w Trzciance
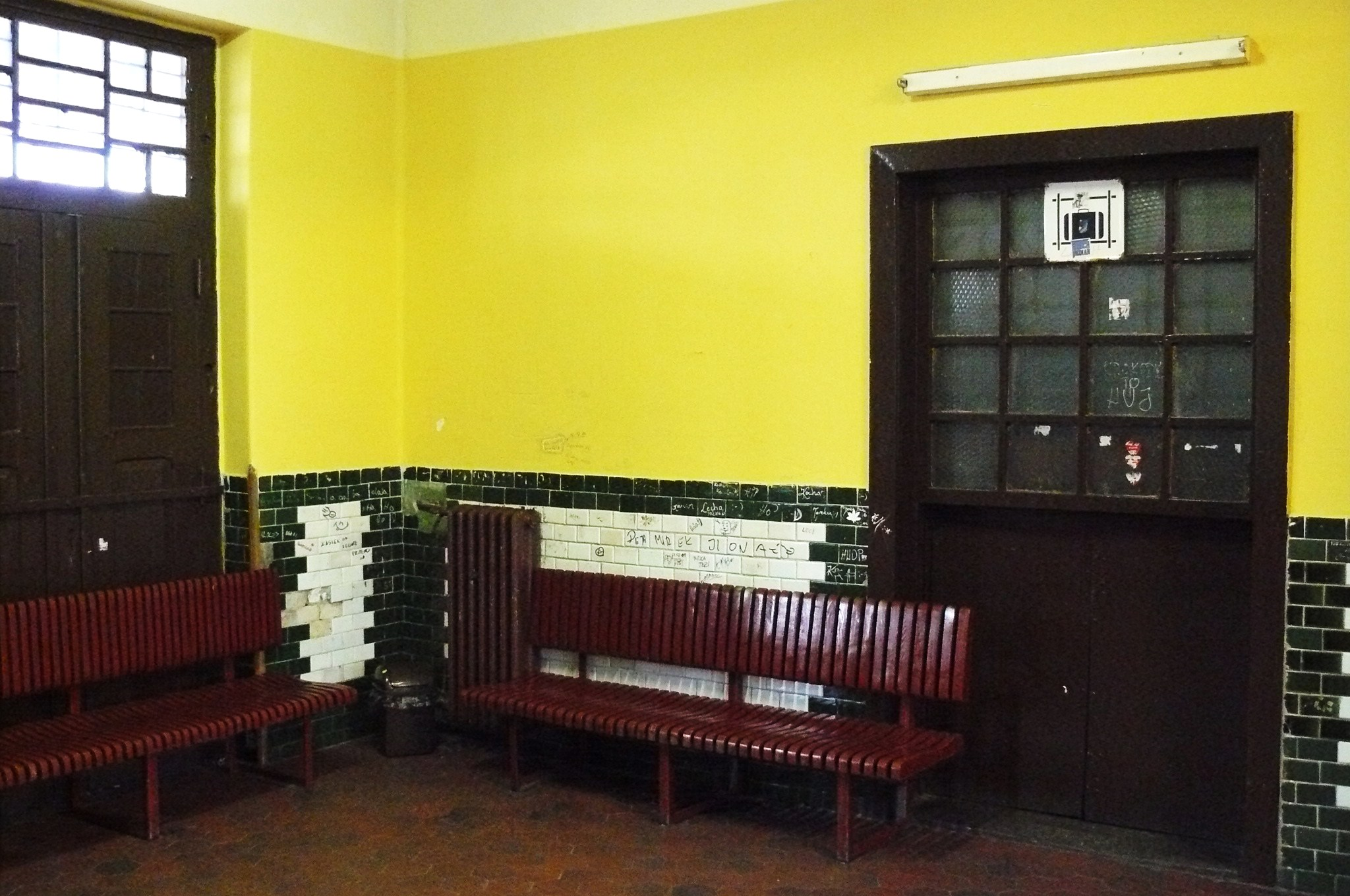
Wnętrze poczekalni